# La Bataille de la planète des singes
Vous lisez un « bon article » labellisé en 2021.  Il fait partie d'un « bon thème ».
Série La Planète des singes
La Conquête de la planète des singes
(1972)
Pour plus de détails, voir Fiche technique et Distribution.
La Bataille de la planète des singes (Battle for the Planet of the Apes) est un film de science-fiction américain réalisé par J. Lee Thompson, sorti en 1973. Le scénario est écrit par John William Corrington, Joyce Hooper Corrington et Paul Dehn d'après les personnages créés par Pierre Boulle. Il s'agit de la suite de La Conquête de la planète des singes (1972) et du cinquième film de la franchise La Planète des singes.
L'histoire suit le chimpanzé César, le chef d'une communauté de singes intelligents et d'humains. Ayant du mal à maintenir la paix entre les deux espèces, César se lance dans une quête de ses origines. Il pense que comme ses parents tués à sa naissance sont venus du futur, ils auront des réponses à lui fournir. Il se rend dans les ruines de la cité voisine pour y trouver des enregistrements vidéos de ses parents. Arrivé sur place avec deux compagnons, il découvre que des humains mutants vivent toujours dans cette cité radioactive. Ceux-ci étant très hostiles, ils les poursuivent dans le but de détruire leur communauté.
Mis en chantier en juin 1972 lors de la sortie du quatrième opus de la franchise, le film est tourné en janvier et février 1973. Il est principalement tourné au ranch de la Fox situé à Malibu. La musique du film est composée et dirigée par Leonard Rosenman.
Le film reprend des thèmes déjà présents dans les autres opus de la saga comme le racisme, la peur du nucléaire et le fatalisme. Il présente pour la première fois le personnage du législateur, plusieurs fois mentionné dans les autres films. La fin du film, volontairement ambigüe, prête à plusieurs interprétations.
La Bataille de la planète des singes est un succès commercial mais déçoit les critiques et n'obtient aucune distinction. En 2014 et 2017, La Planète des singes : L'Affrontement et La Planète des singes : Suprématie, les deuxième et troisième volets de la seconde série de films de la saga traitent du même sujet.

## Synopsis
Quelque part en Amérique du Nord en 2670, un vieil orang-outan raconte une histoire. Il débute en affirmant qu’au commencement Dieu créa la bête et l'homme. Puis des mauvais hommes désobéirent à Dieu et voulurent dominer la Terre. Dieu envoya alors un sauveur né de deux singes venus du futur. Les hommes eurent peur des deux parents singes et les assassinèrent. L’enfant survit et grandit pour libérer ses congénères de l’asservissement humain. Peu après cette victoire, la Terre est ravagée par la guerre la plus féroce que connait l’humanité. Toutes les grandes villes sont alors rasées. César, le sauveur des singes, est obligé de quitter la ville où il a mené sa révolte car elle est devenue radioactive. Il conduit donc un groupe d’humains et de singes rescapés dans une campagne reculée où il fonde une nouvelle civilisation.
Un jour, le général gorille Aldo, chef de la sécurité du nouveau village, revient d’une promenade à cheval pour assister à un cours dans la salle de classe. Ses camarades y apprennent par cœur l’un des fondements de leur civilisation, la règle sacrée : « Un singe ne doit pas tuer un singe ». Aldo n’arrive pas à écrire correctement cette phrase et se venge en détruisant la feuille d’un de ses camarades, le jeune chimpanzé Cornélius fils de César. Abe, le professeur humain tente de l’arrêter en criant « Non ». Or les humains du camp ont l’interdiction de crier « Non » qui est le mot qu’utilisaient autrefois les dresseurs humains pour faire obéir les singes. Furieux, Aldo détruit la salle de classe et pourchasse le professeur à travers le village.

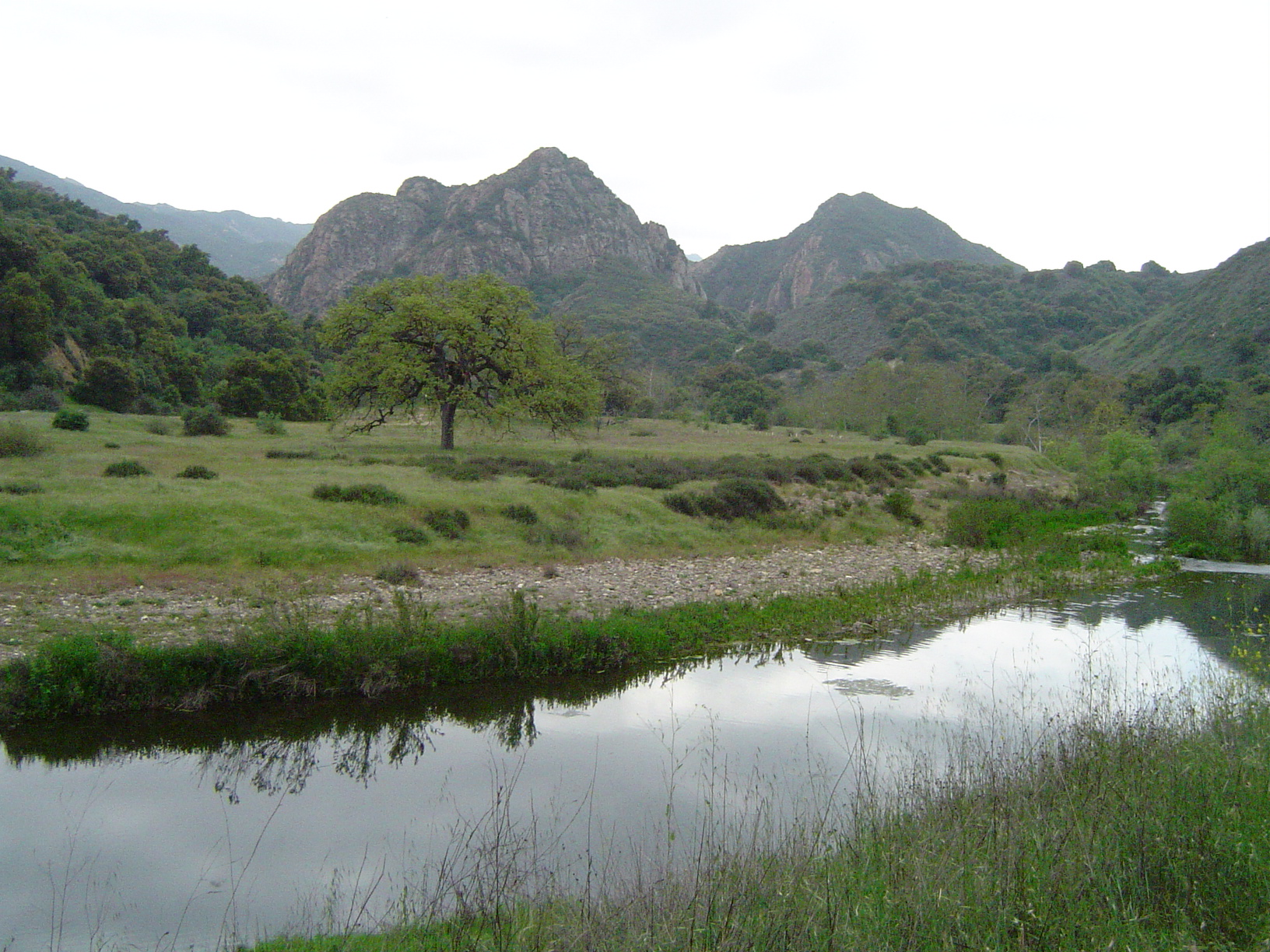
Le paysage autour du village de César.

César intervient pour mettre fin au trouble. Le scientifique orang-outan Virgile, qui a assisté à la scène, lui raconte l’origine de la dispute. César ordonne donc à Aldo de retourner en classe mais celui-ci refuse et quitte le village avec ses camarades gorilles. MacDonald, le porte-parole des humains, intervient pour se plaindre que les humains ne sont pas considérés comme les égaux des singes. César, bien qu’il ait promis d’être juste, se méfie des humains. Il pense que seuls les singes sont capables de pacifier à jamais la Terre. MacDonald, qui est le frère de l’ancien bras droit du gouverneur de la ville, lui apprend peu après qu’il existe des enregistrements de ses parents Cornélius et Zira dans la salle des archives. César décide alors de monter une expédition pour pouvoir voir ses parents. Il passe avec MacDonald et Virgile à l’armurerie tenue par Mandemus, l’ancien professeur de Virgile. Ils y récupèrent des armes et un compteur Geiger puis partent pour la ville.
Après trois jours de marche, ils pénètrent dans les restes de la ville détruite par une bombe nucléaire. Ils trouvent une entrée pour le sous-sol. MacDonald reconnait les lieux et dirige ses compagnons vers la salle des archives. Ils sont alors repérés par un groupe d’humains qui vivent là. Leur chef est l’ancien inspecteur principal Kolp. Celui-ci s’est emparé du pouvoir après que l’ancien gouverneur a été tué par la bombe. Infectés par les radiations, lui et ses collaborateurs ont subi des mutations. Grâce aux caméras installées dans les sous-sols, Kolp reconnait César et MacDonald et ordonne à ses hommes de les supprimer. Arrivé aux archives, César trouve l’enregistrement de l’interrogatoire de ses parents en 1973. Il y apprend que ceux-ci avaient la connaissance de la révolte des singes et que les gorilles détruiront la planète en 3955. Virgile tente de la rassurer en lui indiquant que l’avenir n’est pas inéluctable. Découvrant la présence des humains infectés, les trois explorateurs s’enfuient à travers les dédales des couloirs souterrains et quittent la ville. Kolp envoie alors le capitaine de ses troupes à leurs trousses pour découvrir d’où ils viennent.
De retour dans son village, César convoque une réunion du conseil des singes où il explique ce qu’il a trouvé en ville. Il redoute une guerre avec les humains. Son épouse Lisa intervient en lui disant qu’une paix peut être possible mais César lui explique que ces humains sont mauvais car ils ont dégénéré. Le capitaine des mutants ayant repéré le village, Kolp mobilise ses troupes et quitte la ville qu’il confie à son assistant Mendez.
La nuit suivante, le jeune Cornélius quitte sa maison pour rattraper son écureuil domestique. Il tombe alors sur une réunion secrète tenue par les gorilles qui envisagent de prendre le pouvoir. Aldo le découvre et le fait tomber de l’arbre d'où il les espionnait. Lisa entend alors les cris de son fils et sort à son tour suivie d’autres personnes. À son approche les gorilles se dispersent. Gravement blessé, Cornélius est transporté jusqu’à la maison de ses parents.
Le lendemain, une sentinelle gorille aperçoit l’armée ennemie et prévient le village. Profitant que César soit retenu au chevet de Cornélius, Aldo ordonne qu’on enferme les humains dans le corral puis se précipite avec ses camarades gorilles à l’armurerie. Malgré l’opposition de Mandemus, il défonce la porte, vide le local et quitte le village avec la cavalerie. Arrivé sur les lieux, Kolp ordonne le bombardement. Cornélius décède peu après. Malgré son chagrin, César quitte sa demeure pour organiser la défense du village. Avec les autres singes, ils montent des barricades qu’ils tentent de défendre puis se replient à l’intérieur du village où ils font les morts. Pénétrant en confiance dans les lieux, les mutants se laissent surprendre et sont rapidement mis hors d’état de nuire. Kolp et quelques humains parviennent cependant à s’enfuir mais sont finalement abattus par Aldo et ses gorilles. Ceux-ci reviennent ensuite au village. Aldo profite de la situation pour tenter de prendre le pouvoir et menace d'abattre César qui défend les humains. En voyant cela, Virgile l’accuse alors d’être le meurtrier de Cornélius et d’avoir ainsi brisé la règle sacrée qui interdit à un singe de tuer un autre singe. Les singes comprennent donc qu'Aldo a transgressé leur règle sacrée. Les gorilles se désolidarisent également d’Aldo qui se réfugie dans un arbre pour échapper à la vindicte. César le poursuit puis entame une lutte qui se termine par une chute mortelle pour le gorille. César ordonne ensuite la libération des humains. MacDonald en profite pour réclamer pour lui et les siens une véritable égalité et de se respecter entre eux. César, ayant découvert que certains singes ne valent pas mieux que les humains, finit par céder et leur accorde les mêmes droits qu’aux singes.
Le vieil orang-outan conclut l'histoire qu'il raconte en réalité à des enfants humains et singes. Il leur affirme que six cents ans se sont écoulés et que les singes et les humains vivent toujours en paix. Derrière lui se trouve pourtant une statue de César qui semble pleurer.

## Fiche technique
Sauf indication contraire, les informations mentionnées dans cette section peuvent être confirmées par les bases de données cinématographiques IMDb et Allociné,  présentes dans la section « Liens externes ».
- Titre original : Battle for the Planet of the Apes
- Titre français : La Bataille de la planète des singes
- Réalisateur : J. Lee Thompson
- Scénario : John William Corrington et Joyce Hooper Corrington, d'après une histoire de Paul Dehn, d'après les personnages et l'univers créés par Pierre Boulle
- Musique : Leonard Rosenman
- Direction artistique : Dale Hennesy
- Décors : Robert De Vestel
- Costumes : Morton Haack (non crédité)
- Photographie : Richard H. Kline
- Son : Don J. Bassman et Herman Lewis
- Montage : John C. Horger et Alan Jaggs
- Production : Arthur P. Jacobs
  - Production associée : Frank Capra Jr.
- Sociétés de production : APJAC Productions et 20th Century Fox
- Sociétés de distribution : 20th Century Fox
- Budget : 1,7 million de $[2]
- Pays de production :  États-Unis
- Langue originale : anglais
- Format : couleur (DeLuxe) — 35 mm — 2,39:1 (Panavision) — son mono (Westrex Recording System)
- Genre : science-fiction, action
- Durée : 93 minutes
- Dates de sortie :
  - États-Unis : 15 juin 1973
  - France : 8 août 1973
- Classification :
  - États-Unis : tous publics (G - General Audiences)
  - France : tous publics[3]
  - Québec : tous publics (G - General Rating)

## Distribution
Sauf indication contraire, les informations mentionnées dans cette section peuvent être confirmées par la base de données cinématographiques IMDb,  présente dans la section « Liens externes ».
- Roddy McDowall : César
- Claude Akins : Aldo
- Natalie Trundy : Lisa
- Severn Darden	: Kolp
- Lew Ayres	: Mandemus
- Paul Williams : Virgil
- Austin Stoker : MacDonald
- Noah Keen	: le professeur
- Richard Eastham : le capitaine des mutants
- France Nuyen : Alma
- Paul Stevens : Mendez
- Heather Lowe : le docteur
- Bobby Porter : Cornélius
- Michael Stearns : Jake
- John Landis :	l'ami de Jake
- John Huston : le législateur

Photos des principaux interprètes.
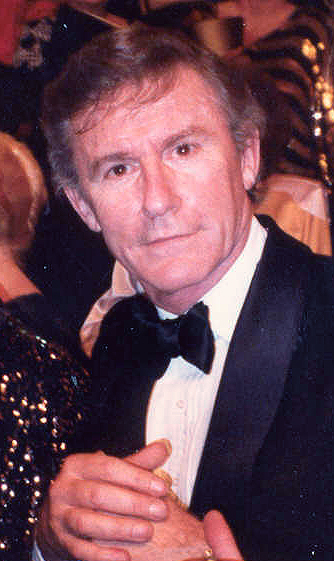
Roddy McDowall en 1988.
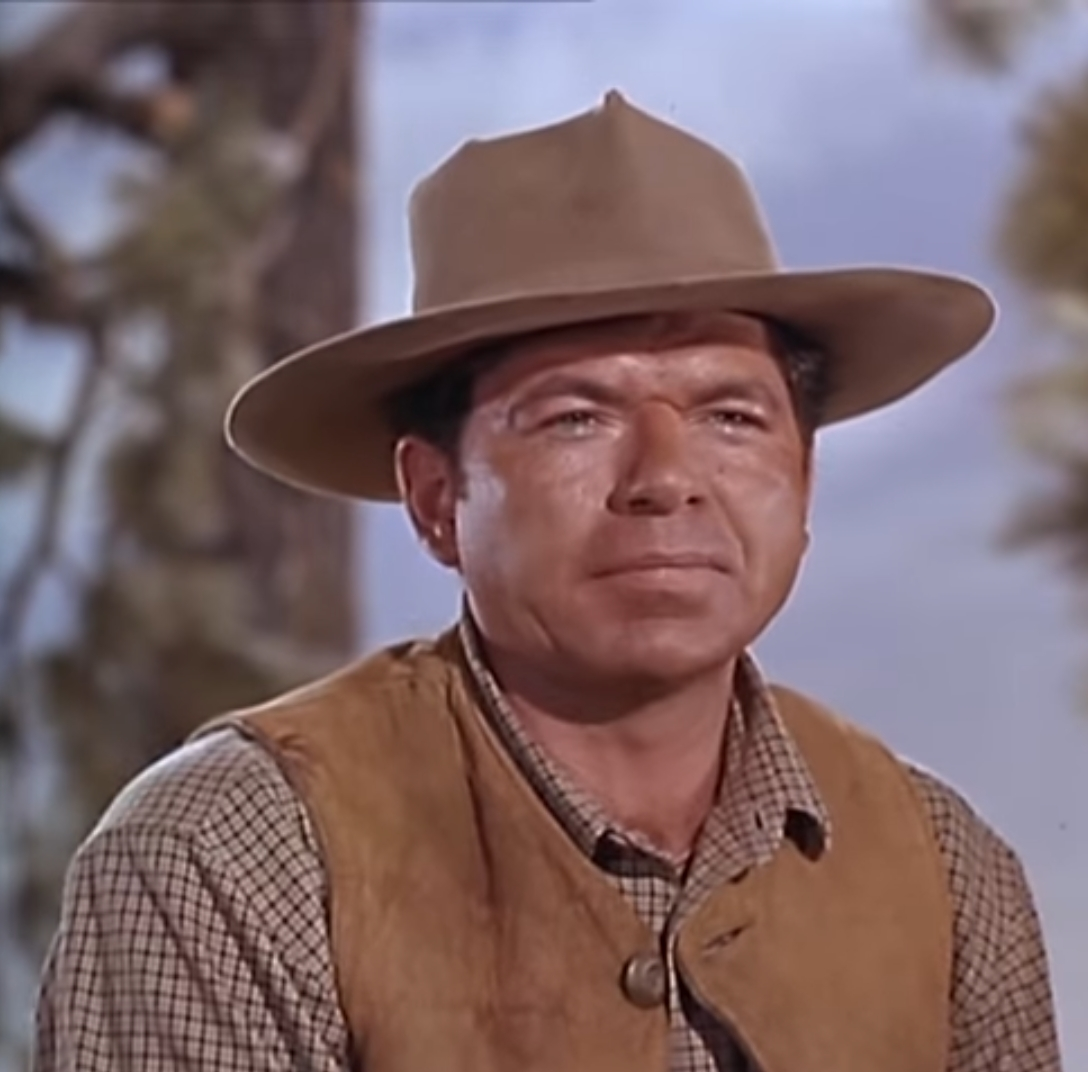
Claude Akins en 1960.
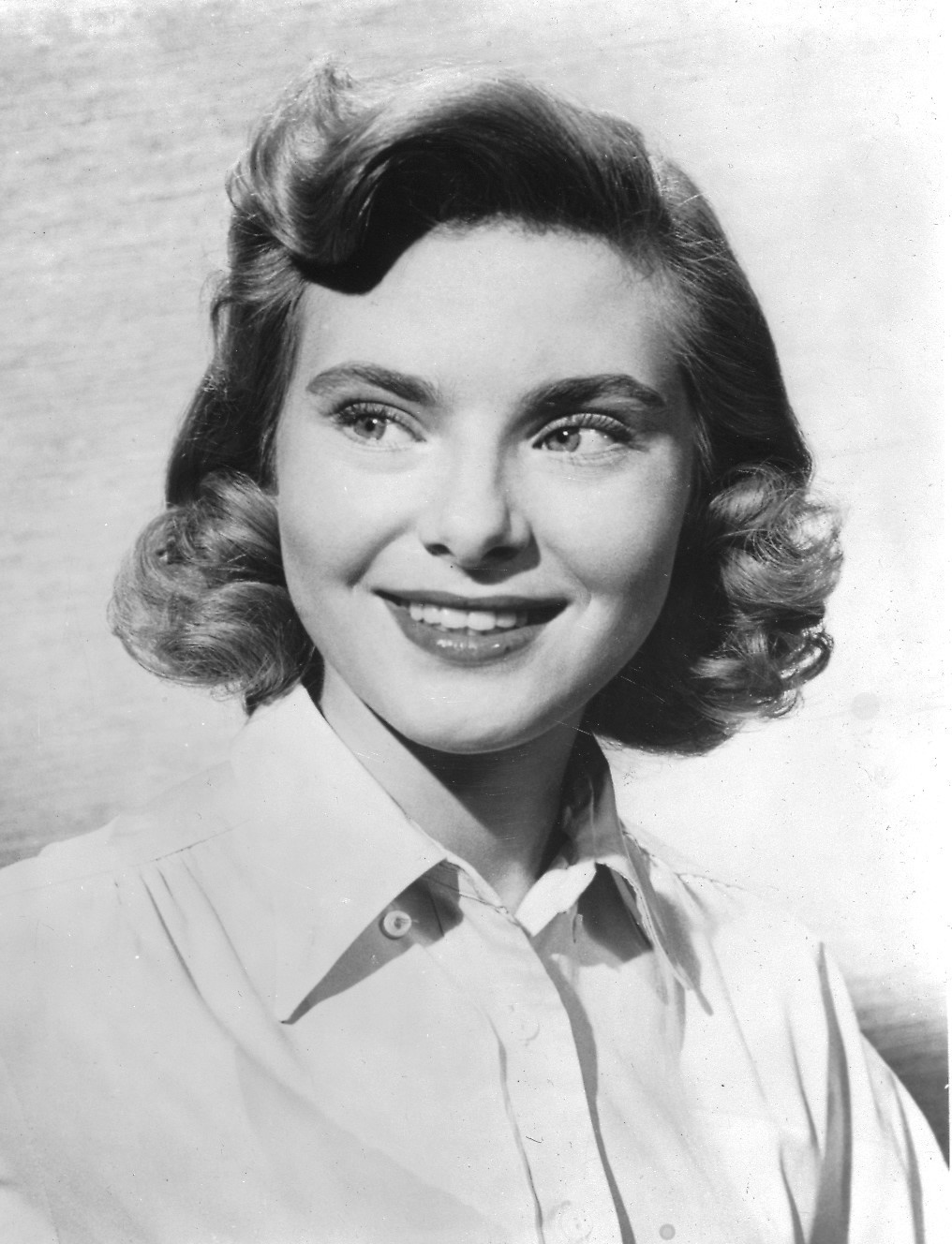
Natalie Trundy vers 1960.
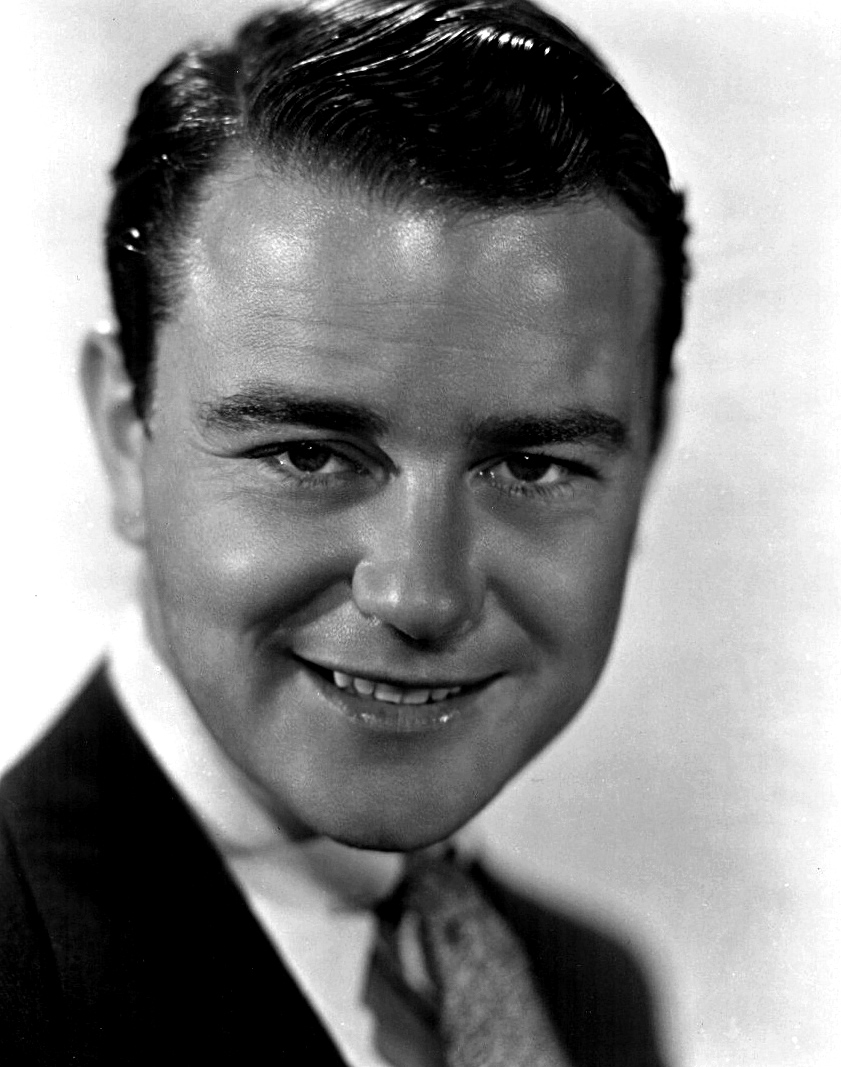
Lew Ayres vers 1930.
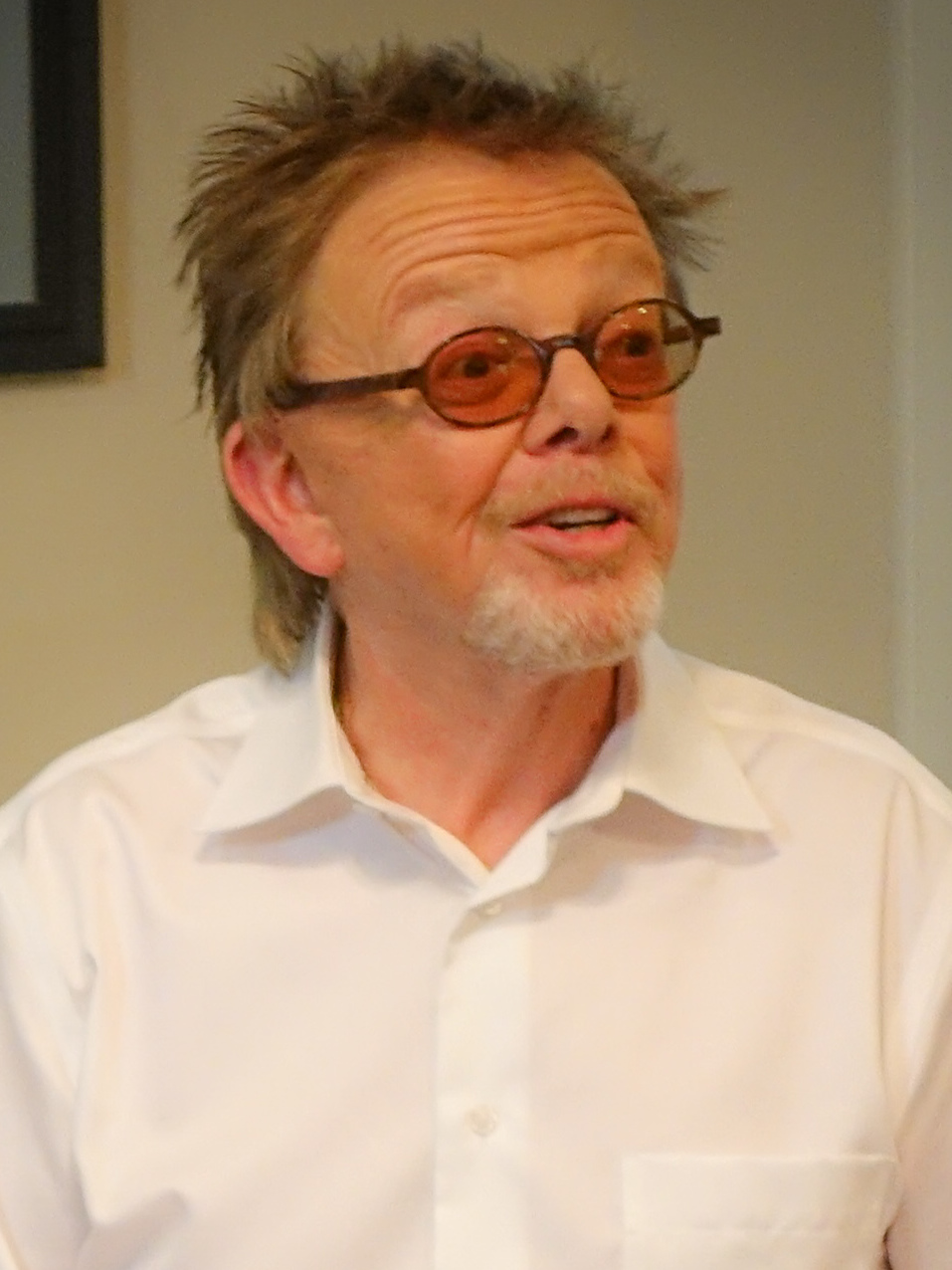
Paul Williams en 2014.
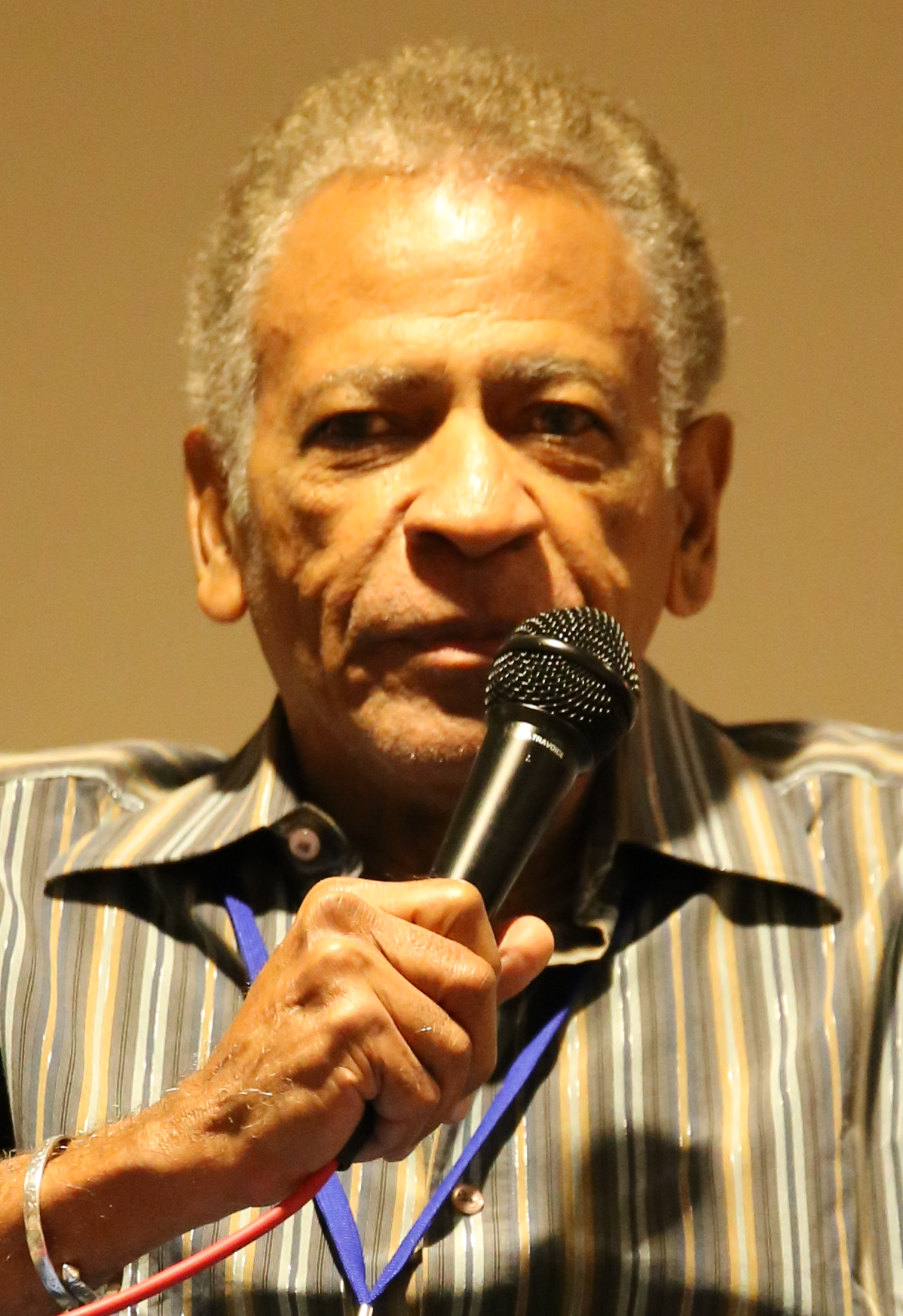
Austin Stoker en 2015.

## Production

### Développement
À la suite du succès de La Conquête de la planète des singes, le quatrième film de la saga La Planète des singes, le producteur Arthur P. Jacobs entame le développement d'un nouvel épisode. Il débute le projet en sachant que ce sera le dernier film de la série,,,. J. Lee Thompson revient en tant que réalisateur et Paul Dehn retourne à l'écriture,,. Ce dernier livre un scénario dès fin juin 1972. L'intention de départ du scénariste est d'écarter le personnage de César du militantisme simiesque qu'il tenait dans le précédent film pour en faire un émissaire de paix doublé d'un père de famille. Le premier scénario qu'il rédige se déroule en 2004, treize ans après les événements dramatiques du précédent film,. Lisa, l'épouse de César donne naissance à son fils avant de mourir, laissant César désemparé. Celui-ci doit ensuite empêcher ses congénères d'exterminer les humains ou de leur couper les cordes vocales pour les priver de l'usage de la parole,. L'histoire raconte également que « César est traité comme une divinité » et est identifié comme le modèle du grand législateur que les singes vénèrent dans les deux premiers films de la saga,. Le personnage de MacDonald déjà présent dans la La Conquête de la planète des singes revient dans cette version du scénario comme serviteur personnel de César,. César est également conseillé par le chimpanzé pacifiste Pan, le sage orang-outan Zeno et le guerrier gorille Aldo. L'antagoniste du précédent film, le gouverneur Breck, est également présent. Il y dirige au tout début de l'histoire les mutants dans leur premier affrontement avec les singes. Un nouveau personnage nommé Nimrod et qui se révèle être l'aïeul de Mendez, le chef des mutants du film Le Secret de la planète des singes, envoie un ambassadeur au village pour ordonner aux singes de libérer tous les humains,,. César charge Aldo de torturer le messager pour lui soutirer des informations. Celui-ci leur avoue que les mutants détiennent une bombe nucléaire. César décide donc de libérer les humains. Il veut que désormais il n'y ait plus de maîtres et d'esclaves sur la planète. Aldo se retourne alors contre lui et l'élimine. Peu après Nimrod lance une attaque nucléaire contre les simiens et détruit leur ville,. Aldo contre-attaque ensuite et repousse les mutants qui finissent par se terrer dans les sous-sols de la ville tandis que les singes construisent une nouvelle cité sans humains. L'orang-outan Zeno devient alors le législateur des singes et désigne la cité des mutants comme « Zone interdite ».
Ce scénario se voit très vite contrarié notamment car Jacobs ne l'aime pas. De plus l'acteur Don Murray renonce à reprendre son rôle de Breck. C'est donc Severn Darden, qui avait incarné Kolp, l'inspecteur zélé dans La Conquête de la planète des singes qui revient en tant que chef des mutants. Hari Rhodes est également indisponible pour reprendre son rôle de MacDonald. Un autre acteur afro-américain, Austin Stoker, est alors engagé pour jouer, non pas MacDonald, mais son frère. Peu après le scénariste Paul Dehn est victime d'une maladie et doit quitter le projet avant d'avoir terminé son travail,. Les producteurs engagent donc en septembre 1972 les époux John William Corrington et Joyce Hooper Corrington pour finaliser l'histoire. Ils sont notamment connus pour le scénario du film Le Survivant (1971),,,,. Ils réduisent le scénario complexe de Dehn à une trame plus simple à la « Caïn et Abel » sur la transgression de la première règle des singes : « Un singe ne doit pas tuer un singe »,. Joyce Corrington veut en effet faire redescendre les singes du piédestal sur lequel les deux films précédents les avaient portés. Sur la demande d'Arthur P. Jacobs, ils proposent également une fin plus heureuse, où l'impact de César sur l'histoire de la planète des singes évite la fin cataclysmique du film Le Secret de la planète des singes,. Ils donnent également plus d'importance au personnage du fils de César, auquel les jeunes spectateurs peuvent s'identifier. Paul Dehn dont la santé s'est améliorée revient ensuite à l'écriture pour une ultime version du scénario où il rajoute notamment des dialogues plus poétiques et modifie la fin pour qu'elle soit ambigüe,,.

### Préproduction
Le producteur Arthur P. Jacobs engage comme directeur artistique Dale Hennesy, notamment connu pour avoir donné au film Le Voyage fantastique (1966) son esthétisme futuriste. À cause d'un budget minuscule Hennesy est contraint de reprendre les décors intérieurs angulaires de Matt Jefferies de La Conquête de la planète des singes pour les réadapter aux besoins de l'antre souterrain des mutants. Il conçoit sur le terrain de tournage des studios de la Fox, une arche d'entrée délabrée et à demi fondue ainsi que le village primitif de César près du site de la cité originelle des primates de La Planète des singes. Les visuels de la cité en ruine sont eux réalisés en peinture sur verre.

Le cinéaste John Huston interprète du législateur.

Roddy McDowall et Natalie Trundy reprennent les rôles de César et Lisa, tandis que Claude Akins se voit confier celui du gorille Aldo,. Le jeune fils de Lisa et César, Cornélius, est interprété par le jeune cascadeur de 21 ans, Bobby Porter. Pour le rôle de Virgil, les producteurs engagent le chanteur et compositeur Paul Williams qui est d'ailleurs crédité au générique « pour ses débuts » en tant qu'acteur alors qu'il était déjà apparu dans plusieurs films. Il avait déjà travaillé avec la Fox pour des chansons et des génériques d'émissions télévisées,. Pour le législateur, J. Lee Thompson et Jacobs approchent Rex Harrison mais celui-ci décline l'offre. Il confie alors le rôle au réalisateur de renom John Huston,,. J. Lee Thompson confie au réalisateur débutant John Landis le petit rôle d'un humain. Landis a tourné en 1971 son premier film Schlock qui met en scène un gorille qui sème la panique dans une petite ville de Californie.
Le créateur des masques des premiers films de la saga, John Chambers, bien que crédité au générique, ne reprend pas la supervision des maquillages. Ce sont les maquilleurs Joe DiBella et Jack Barron qui se chargent de cette tâche. Ils avaient précédemment travaillé sur le troisième et quatrième volet de la saga. Pour ce film ils doivent notamment réaliser les masques des personnages des orangs-outans Virgil, Mandemus, le législateur et du gorille Aldo. Ils les conçoivent sur mesure pour que les prothèses soit plus pratiques à porter pour chaque acteur. Pour les mutants, le budget serré impose une approche minimaliste des maquillages. Ils sont simplement parés de quelques cicatrices en latex.

### Tournage

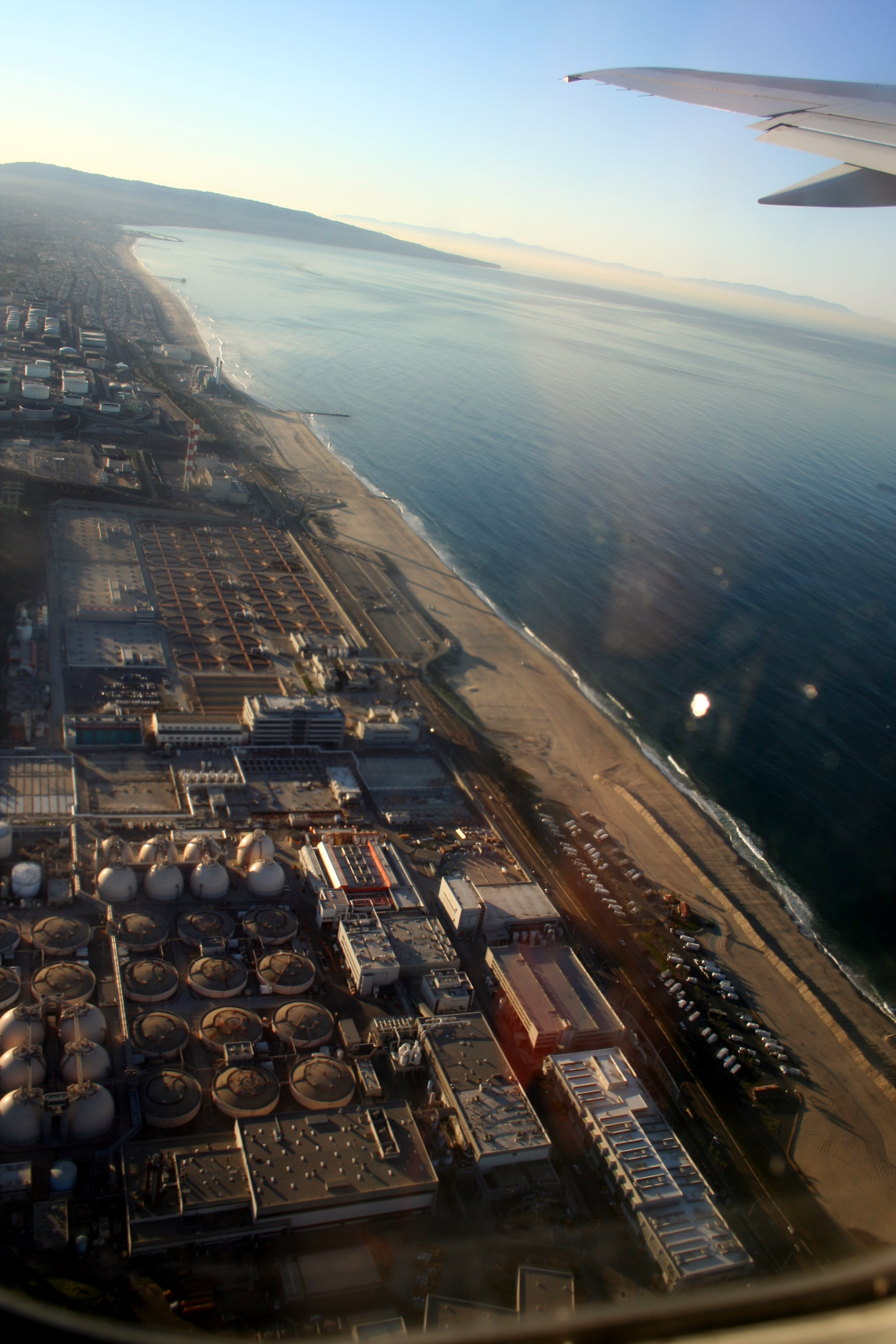
La station d'épuration d'Hyperion à Los Angeles.

Le tournage commence le 2 janvier 1973 pour une durée de quarante-trois jours,,. Il a lieu principalement au ranch de la Fox situé à Malibu à l'ouest de Los Angeles mais aussi, pour quelques séquences de la ville en ruine, dans la station d'épuration d'Hyperion à Los Angeles,,. Pour le film, le directeur de la photographie Richard H. Kline compose des éclairages typiques du cinéma d'horreur lorsqu'il filme les maléfiques mutants. Pour cela, il penche ses cadres et utilise le clair-obscur.
Le travail débute très tôt pour les interprètes principaux qui sont récupérés entre 3h30 et 4h du matin par une voiture de la production puis déposés au ranch de la Fox où ils subissent plusieurs heures de maquillage. Généralement, Roddy McDowall passe de la musique classique sur un radio-cassette et profite de la séance de maquillage pour dormir. McDowall en profite également pour former les autres interprètes, généralement novices du travail avec prothèses. Il leur faut en effet, forcer le trait pour rendre leurs expressions plus visibles.
L'acteur et musicien Paul Williams durant le tournage est également régulièrement invité dans l'émission The Tonight Show de Johnny Carson. Le 9 février 1973, Williams doit être présent à l'émission. Mais le tournage se finit plus tard que prévu. N'ayant pas le temps de se faire démaquiller, l'acteur vient donc sur le plateau de télévision grimé en grand singe pour chanter Rainy Day and Mondays. L'événement fait grand bruit dans les médias américains.
La bataille finale entre les singes et les mutants est une scène difficile à filmer pour le réalisateur J. Lee Thompson. En effet, le budget réduit ne lui permet de n'avoir qu'un bataillon peu impressionnant de mutants composé d'un autocar scolaire, de deux camions provenant du surplus militaire de la Seconde Guerre mondiale, d'une jeep et de trois voitures d'occasion,. Bien que sa réalisation reste efficace elle ne tient pas la comparaison notamment avec la scène de chasse à l'homme tournée en 1967 sur le même terrain pour La Planète des singes. Le monteur est en effet contraint d'user de subterfuges pour rendre la scène plus spectaculaire et multiplier les belligérants,.

### Bande originale
Leonard Rosenman qui a signé la musique du Secret de la planète des singes revient à l'occasion du dernier film de la série produite par Arthur P. Jacobs. Rosenman conserve la tonalité de sa partition précédente. Concernant la longue séquence d'ouverture où l'on voit le général Aldo retournant à cheval au village, le compositeur écrit une marche satirique reflétant l'importance exacerbée que le gorille accorde à sa destinée. La musique de Rosenman est en accord avec ce que doit dégager le film sauf pour la bataille finale. En effet, le compositeur semble indifférent à la nature militaire de ce final.
Liste des morceaux,
| 1.    | Main Title             | 3:45 |
| 2.    | Teacher Teacher        | 1:41 |
| 3.    | Caesar Departs         | 0:46 |
| 4.    | March to the Dead City | 4:09 |
| 5.    | Discovery              | 1:12 |
| 6.    | Mutants Move Out       | 3:48 |
| 7.    | Through the Binoculars | 1/27 |
| 8.    | Ricky's Theme          | 2:18 |
| 9.    | Ape Harms Ape          | 1:40 |
| 10.   | Mutants March          | 0:44 |
| 11.   | Vigil to Mutants       | 3:06 |
| 12.   | Not a Tree Standing    | 2:21 |
| 13.   | The Battle             | 2:34 |
| 14.   | Fight Like Apes        | 0:58 |
| 15.   | Kolp Gets It           | 0:45 |
| 16.   | Ape Has Killed Ape     | 2:00 |
| 17.   | Only the Dead          | 1:11 |
| 34:35 |                        |      |

## Accueil

### Accueil critique
La bataille qui donne son titre au film a plus l'apparence d'une escarmouche où le peu de figurants et le renfort de fumigènes résume le manque de moyen et d'envergure,,. Le récit du film est vu comme manquant de cohérence avec son prédécesseur : La Conquête de la planète des singes,. En effet dans ce dernier, César est l’unique singe parlant alors que dans La Bataille de la planète des singes tous les singes maîtrisent parfaitement le langage. La date de l'action semble d'ailleurs imprécise et diffère selon les supports : 2001, 2004, 2018 et 2020. Le film manque d'informations contextuelles et géopolitiques.
Il n'indique pas, par exemple, pourquoi les humains ont-ils eu recours à l'arme nucléaire?
Le film reçoit principalement des critiques négatives notamment pour son côté superficiel. Roger Ebert du journal Chicago Sun-Times indique que « La Bataille de la planète des singes ressemble au dernier soupir d'un moribond » et qu'il n'est réalisé que pour « arracher quelques dollars de plus aux derniers amateurs de la saga ». Gene Siskel du quotidien Chicago Tribune écrit que le « cinquième et dernier de la série à succès est le pire du lot, un ennui mortel ». Le journaliste du magazine Variety note que ce cinquième film n'est plus qu'une production routinière de la part d'Arthur P. Jacobs et que la « réalisation superficielle de J. Lee Thompson » reflète le manque d'ambition et donne au film son ton lent. Vincent Canby du journal The New York Times estime que le réalisateur J. Lee Thompson « ne gagnera aucune récompense » mais pense cependant que la simplicité du film désamorcera les critiques. Il loue les maquillages des chimpanzés et des orangs-outans et qualifie les dialogues de « brillants et amusants ». Il conclut sa critique en indiquant qu'il « existe des moyens bien pires de perdre du temps ». Tom Shales du quotidien The Washington Post écrit que le film termine mollement la saga en « prolongeant le concept mais en échouant encore une fois à étendre l'idée de départ ». David McGillivray du magazine Monthly Film Bulletin indique que « presque chaque ligne du mince scénario des Corrington est la preuve qu'il est difficile de trouver quelque chose de nouveau à dire sur les singes ».
Kevin Thomas du Los Angeles Times rédige l'une des rares critiques positives. Il écrit que bien que le lancement de l'action semble artificiel, le film devient rapidement intéressant. Il salue la réalisation de J. Lee Thompson qui met en scène aussi efficacement les scènes de bataille que les moments intimistes.
Quant à sa reconnaissance actuelle, sur le site Rotten Tomatoes, le film obtient le score de 36 % pour un total de 28 critiques. La synthèse indique que La Bataille de la planète des singes est dépourvue d’idées brillantes et est « visuellement minable ». Selon le site le film s'empare d'une franchise célèbre et la fait sauter.

### Box-office
La Conquête de la planète des singes est un succès commercial avec 8 845 000 dollars de recettes en Amérique du Nord pour un budget de 1 700 000 dollars/1 800 000 dollars,,. Le film en revanche n'obtient aucune distinction. En France, le film enregistre 438 000 entrées et se classe en soixante-treizième position du box-office des films sortis en 1973 et reste le seul film de science-fiction de l'année au box-office notable (les succès de l'année sont majoritairement des comédies).
| Pays       | Box-office (1973) | Classement de l'année (1973) |
| ---------- | ----------------- | ---------------------------- |
| France     | 438 000 entrées   | 73e                          |
| États-Unis | 8 845 000 US$     | 26e                          |

## Distinctions
En 1975, le film La Bataille de la planète des singes est nommé pour le Saturn Award du meilleur film de science-fiction.

## Analyse

### Racisme, peur du nucléaire et fatalisme
Le scénariste Paul Dehn concentre La Bataille de la planète des singes comme La Conquête de la planète des singes sur les conflits raciaux. Cependant durant la réécriture du scénario par John et Joyce Corrington, ceux-ci remplacent l'histoire pessimiste par un discours plus optimiste, bien qu'ambigu. Le producteur Arthur P. Jacobs veut en effet reconquérir le public familial en concluant sa saga sur une note d'espoir, avec des humains des singes vivant en paix, côte à côte,. Le producteur veut un film de science-fiction pour enfant. Le final de Dehn voyait en effet le personnage de Nimrod fonder le culte de la bombe nucléaire qui finirait par détruire la Terre dans le final du film Le Secret de la planète des singes. Le scénario n'apporte cependant rien de nouveau thématiquement à la saga. Il met en effet, à nouveau l'accent sur les deux peurs des États-Unis de l'époque. La première est la grande catastrophe nucléaire qui mettra fin à la civilisation et transformera les humains en mutants comme dans Le Secret de la planète des singes. La seconde est la peur que les descendants d'esclaves s'unissent et se soulèvent contre les oppresseurs blancs comme dans La Conquête de la planète des singes. Enfin, comme dans Les Évadés de la planète des singes, le film contient un message antispéciste. Considéré comme un grand sage parmi les siens, César demande aux chimpanzés, aux gorilles et aux orangs-outans de devenir végétariens.

La visite du président Nixon en Chine en 1972.

Le scénario final traite finalement assez peu le thème de la peur nucléaire car la politique étrangère du président Richard Nixon semble rendre le monde plus sûr. En 1972, Nixon devient en effet le premier président américain à visiter la Chine communiste. Il signé à Moscou la même année le traité ABM avec l'Union des républiques socialistes soviétiques dans lequel chaque partie accepte de limiter certains types d'armes nucléaires. Alors que Nixon s'efforce de coexister pacifiquement avec le bloc de l'Est, les scénaristes de La Bataille de la planète des singes  concluent la saga avec un monde où les humains et les singes vivent en paix et en harmonie.
Le personnage du gorille Aldo est une caricature du militant du mouvement Black Panther. Le film renvoie à l'opposition entre Martin Luther King qui serait César et Malcolm X qui serait Aldo. Joyce Corrington indique qu'à l'époque de la rédaction du scénario, la peur du soulèvement des Afro-Américains est bien présente dans la société américaine et qu'elle s'est donc infusée dans l'histoire. Le miroir d'Aldo chez les humains est le gouverneur Kolp. Celui-ci a une haine profonde des singes cependant, il a le même plan de domination qu'Aldo : éliminer la race ennemie. Même la société construite par César est profondément injuste. Les humains sont relégués au second plan et ne sont identifiés que par leur fonction (le docteur, le professeur). En montrant qu' « Un singe peut tuer un singe », Corrington veut indiquer que blancs et noirs peuvent être aussi mauvais les uns que les autres.
Les critiques interprètent de différentes manières le message du film et son impact sur la série. Les images ambiguës de la fin ont particulièrement été analysées. Le spectateur découvre en effet que, plus de six cents ans après les événements principaux, le narrateur raconte à des enfants singes et humains l’histoire de César devant une statue représentant ce dernier en larmes,. Selon certaines interprétations, la statue pleure des larmes de joie parce que les deux espèces vivent enfin en harmonie. Cela donne alors une fin optimiste. Selon d'autres, la statue pleure parce que le conflit racial existe toujours, ce qui implique que l'avenir dystopique du premier film est inévitable,. La boucle temporelle est alors bouclée. Une société même meilleure finit tôt ou tard par disparaitre.
Même si le film montre que l'équilibre est précaire entre les deux races. César lui-même, hésite légèrement avant d’accorder liberté et confiance aux humains de son village. Par cet acte, César met un terme au fatalisme présent dans toute la série. Il dévie la marche funeste du destin mis en place par les quatre autres films. Dans Les Évadés de la planète des singes, Cornélius raconte comment le gorille Aldo a mené son peuple à la révolte en disant, le premier, « Non » à un être humain. Cependant le retour dans le passé de Cornélius et Zira change l’Histoire. Car c’est finalement leur fils, César, qui a mené les singes à la liberté et réconcilié les deux peuples ennemis. De même, à la fin, ce n'est plus le législateur qui à droit à une statue mais bien César. Le discours biblique qu'utilise le narrateur orang-outan et le décor évoquant l'Éden semblent confirmer qu'humains et animaux vivent à présent en harmonie dans un lieu paradisiaque. Le choix de John Huston pour incarner le législateur narrateur n'est d'ailleurs pas un hasard. Il a en effet réalisé quelques années plus tôt un long film sur La Bible (1966). Cependant, un début de bagarre entre une fillette et un enfant singe, symboles d'avenir, peut aussi laisser penser que cet optimisme n'est qu'apparent.

### Figure du législateur
Le narrateur du film est une sorte de Moïse ou d'Aristote des singes,. Il est présenté comme étant le législateur des singes déjà évoqué dans les deux premiers films de la saga avec Charlton Heston en vedette : La Planète des singes (1968) et Le Secret de la planète des singes (1970). Un personnage similaire est présent dès le roman La Planète des singes (1963) de Pierre Boulle sous le nom d'Haristas. Boulle écrit que son « autorité était considérable [...] et les orangs-outans répètent ses dogmes depuis lors ». Dans le premier film, La caste des orangs-outans est une sorte de clergé qui utilise la figure révisionniste du législateur pour s'affranchir de son héritage et rependre des mythes pour justifier le traitement infligé aux humains. À la fin de ce film, le personnage de Cornélius lit l'une des leçons du législateur, le verset 12 du 29e rouleau : « Prends garde à la bête humaine car elle est dans la main du diable. Seule de tous les primates créés par Dieu, il tue par plaisir, concupiscence ou avidité. Oui, l'homme peut tuer son frère pour posséder la terre de son frère. Ne le laisse par croitre en nombre et se multiplier car il transformera en désert son pays et le tien. Chasses-le, renvoie le dans sa tanière au cœur de la jungle. En vérité je te le dis, il est le fourrier de la mort »,. Dans le film La Planète des singes (2001) de Tim Burton, le père du général chimpanzé Thade, interprété par Charlton Heston, peut être comparé au législateur. Alors qu'il est moribond, il prévient son fils qu'il doit se méfier des humains par cette sentence : « Leur ingéniosité n'a d'égale que leur cruauté. Aucune créature, n'est aussi violente, ni aussi sournoise ».

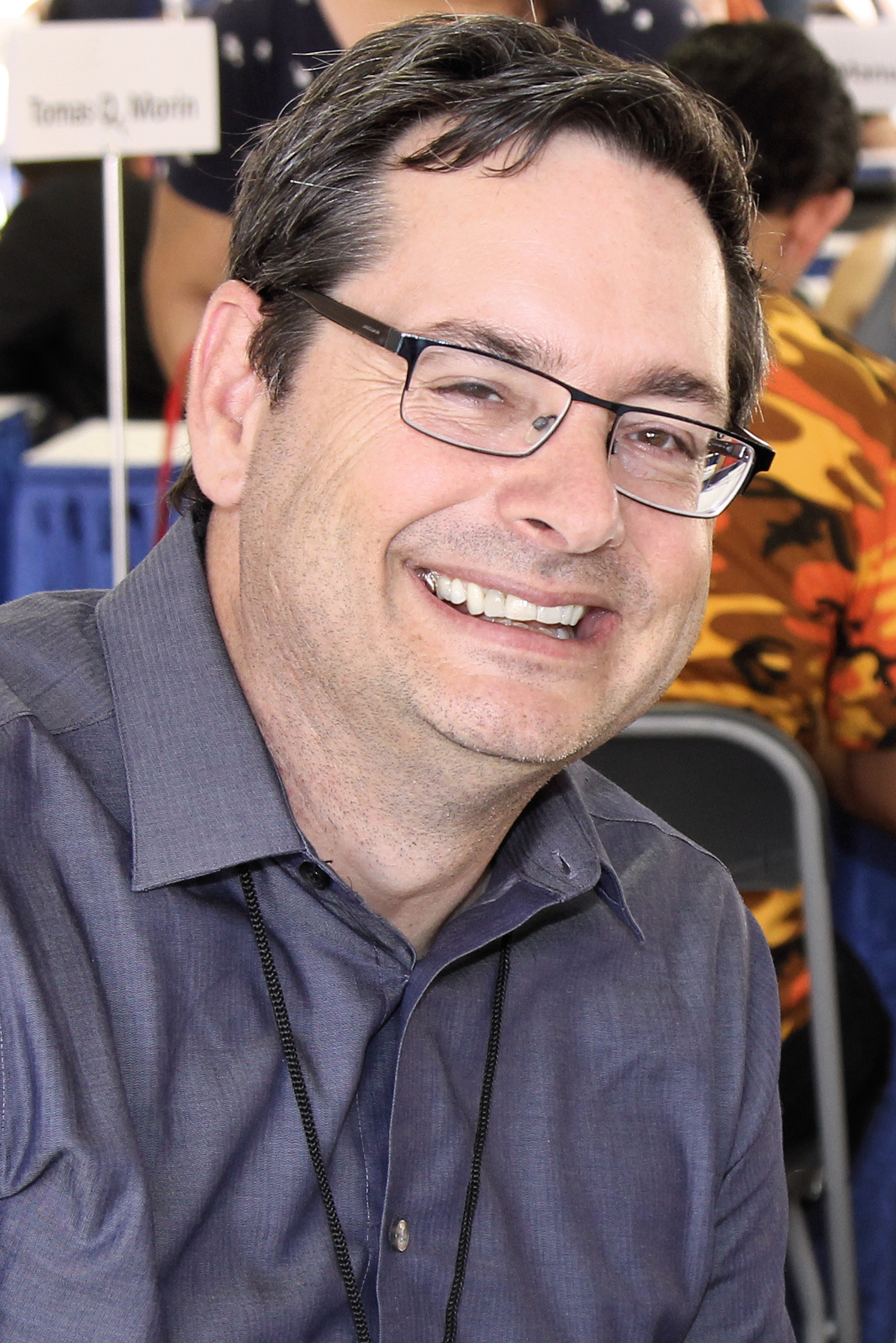
Le scénariste Daryl Gregory en 2017.

Le personnage est repris dans plusieurs bandes dessinées ultérieures notamment dans Terreur sur la Planète des singes de Doug Moench de 1974 a 1977 chez Marvel Comics, et dans La Planète des singes de Daryl Gregory de 2011 à 2012 chez Boom! Studios. Cette dernière aventure se déroule en l'an 2680, soit dix ans après la fin de La Bataille de la planète des singes. La bande dessinée propose une réponse à l'ambiguïté de la fin du film : Le législateur séparatiste cité dans La Planète des singes peut-il être le même que celui de La Bataille de la planète des singes qui vit entouré d'enfants singes et humains? Daryl Gregory met en scène Alaya, la petite-fille du législateur. Peu de temps après l'assassinat de celui-ci par une humaine, Alaya invente pour se venger le verset 12 du 29e rouleau qu'elle attribue à son grand-père. Le sort des humains est ensuite scellé et il conduira inéluctablement à la séparation représentée dans La Planète des singes.

## Exploitation

### Éditions en vidéo
Le film sort aux États-Unis d'abord en bobine Super 8 dans les années 1970, puis en VHS seule ou en coffret intégral avec les autres films de la série dans les années 1980. Il sort ensuite en LaserDisc au début des années 1990 et en DVD en 2000. L'édition LaserDisc contient une version longue du film avec dix minutes supplémentaires.
Le film est compris dans plusieurs intégrales, notamment en octobre 2001 dans le coffret avec les quatre films de 1968 à 1972, en avril 2006 dans un coffret Tête de singe avec les films de 1968 à 2001 et la série télévisée de 1974, en octobre 2010 dans le coffret avec les quatre films de 1968 à 1972, en août 2011 dans le coffret avec les quatre films de 1968 à 1972, en décembre 2011 dans un coffret de sept films avec les cinq films de 1968 à 2001 et La Planète des Singes : Les Origines, en novembre 2014 dans un coffret Tête de César avec les sept autres films et en octobre 2016 dans le coffret L'héritage avec les quatre films de 1968 à 1972.

### Produits dérivés
Dès l'hiver 1968, pour faire suite à la sortie du premier film, des poupées, des jeux de cartes, des masques et des figurines de singes sont commercialisés. En 1973, pour accompagner la sortie du cinquième film, les producteurs sortent en librairie l'adaptation en roman du film par David Gerrold. Quelques années plus tard, de juillet 1976 à janvier 1977, Marvel Comics adapte La Bataille de la planète des singes en bande dessinée dans les numéros 22 à 28 de son magazine Planet of the Apes. L'adaptation est réalisée par le scénariste Doug Moench et par plusieurs dessinateurs.

## Postérité
Après avoir produit cinq films pour la saga, le producteur Arthur P. Jacobs cède ses droits au studio Fox puis décède brutalement d'un infarctus du myocarde le 27 juin 1973,,,. Il est alors en train de produire une adaptation musicale du roman picaresque Les Aventures de Huckleberry Finn (1884) de Mark Twain et prévoyait d'adapter le roman de science-fiction Dune (1965) de Frank Herbert,.
En 2012, dans le film Argo, l'un des personnages regarde La Bataille de la planète des singes à la télévision. Il s'agit d'une des scènes clés de ce film qui évoque la crise des otages américains en Iran et plus précisément le « Subterfuge canadien » (1980). Le département d'État des États-Unis réfléchit à exfiltrer un groupe de ressortissants de la capitale iranienne. Une nuit, parlant au téléphone avec son fils, l'agent de la CIA Tony Mendez (Ben Affleck) tombe sur La Bataille de la planète des singes à la télévision. Il imagine alors de faire passer les ressortissants pour une équipe de tournage de film de science-fiction envoyée sur les lieux pour des repérages. Mendez et la CIA décident de contacter John Chambers (John Goodman), le maquilleur créateur des masques de La Planète des singes pour rendre crédible l'opération. Chambers avait par ailleurs déjà collaboré avec la CIA par le passé.
La Bataille de la planète des singes traite du même sujet que La Planète des singes : L'Affrontement (2014) et La Planète des singes : Suprématie (2017), les deuxième et troisième volets de la seconde série de films de la saga,. La fin de Suprématie contient par exemple une référence à la fin de La Bataille de la planète des singes. Dans le film de 2017, alors que César succombe à ses blessures après avoir conduit son peuple en sécurité, une larme roule sur sa joue tout comme pour la statue de César lors du final de la saga originale. L'environnement post-apocalyptique de La Bataille, où des mutants partent à l'attaque des héros dans leurs véhicules personnalisés, préfigure aussi le film Mad Max 2 : Le Défi (1981).